# Hugo Tavares
Hugo Tavares (nascido 26 de novembro de 1978) é um ator português. Hugo viveu grande parte da sua vida na cidade da Guarda. 
Participou na novela Morangos com Açúcar, no papel de Salvador. Entrou também na telenovela Tempo de Viver, onde interpretou o papel de um conflituoso personagem bissexual. 
Para além disso, teve uma participação no filme Respirar (Debaixo de Água) e entrou em Primavera Todo O Ano, um telefilme da série Casos da Vida, onde interpretou Nuno.

## Televisão
- Elenco principal, Nuno Correia em Amor Maior, SIC 2016/2017
- Elenco adicional, ? em A Única Mulher, TVI 2016
- Elenco adicional, Leonel em Água de Mar, RTP 2015
- Elenco adcional, ? em Uma Família Açoriana, RTP 2013
- Elenco adicional, Joel em Voo Directo, RTP 2010
- Elenco principal, Rodrigo Azevedo em Flor do Mar, TVI 2008/2009
- Elenco principal, Jaime em Equador, TVI 2009
- Elenco principal, Vasco em Casos Da Vida (Milionária a Dias), TVI 2008
- Elenco principal, Nuno Costa em Casos Da Vida (Primavera Todo O Ano), TVI 2008
- Elenco adicional, Jaime Valente (jovem) em Ilha dos Amores, TVI 2007
- Elenco principal, Afonso Martins de Mello em Tempo de Viver, TVI 2006
- Elenco adicional, Salvador em Morangos com Açúcar, TVI 2004

## Filmografia
- Um Funeral à Chuva (2010)